# Cheiracanthium sakoemicum
Cheiracanthium sakoemicum är en spindelart som beskrevs av Roewer 1938. Cheiracanthium sakoemicum ingår i släktet Cheiracanthium och familjen sporrspindlar. Inga underarter finns listade i Catalogue of Life.